# Louis Le Nain

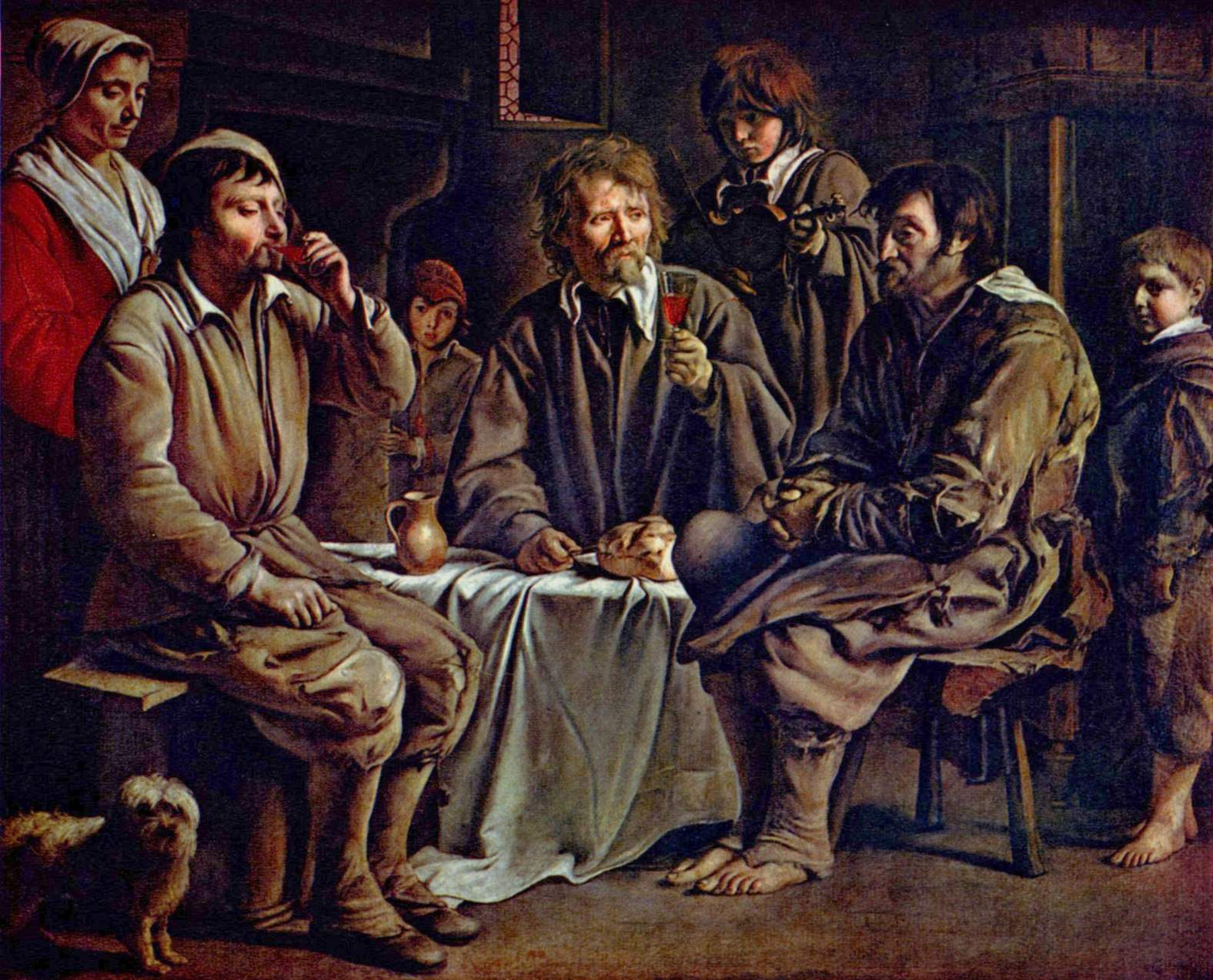
Louis Le Nain: "Bauernmahlzeit" (1642)
Paris, Musée du Louvre

Louis Le Nain (* um 1593 in Laon; † 23. Mai 1648 in Paris) war ein französischer Maler des 17. Jahrhunderts, der dem barocken Realismus zuzuordnen ist. Er lebte und arbeitete ab 1629 in Paris, wo er in der Rue Princesse gemeinsam mit seinen Brüdern Antoine Le Nain († 1648) und Mathieu Le Nain († 1677) eine florierende Werkstatt gründete.

## Leben
Louis Le Nain war der vorletzte der fünf Söhne des wohlhabenden Bauern, Winzers und späteren „sergent royal“ am Salzspeicher in Laon (Picardie). Dort wurde er, wie seine Brüder in der Malerei unterwiesen und ließ sich gemeinsam mit diesen im Bezirk der Abtei Saint-Germain-des-Prés nieder, deren Privilegien ihn davon befreiten, sich den Regeln der Korporation der Maler zu unterwerfen.
Im Jahr 1648 wurden die drei Brüder in die kurz zuvor gegründete Académie royale de peinture et de sculpture aufgenommen.
Er starb im Mai des gleichen Jahres in Paris.

## Werk
- siehe Antoine Le Nain und Mathieu Le Nain.

## Galerie

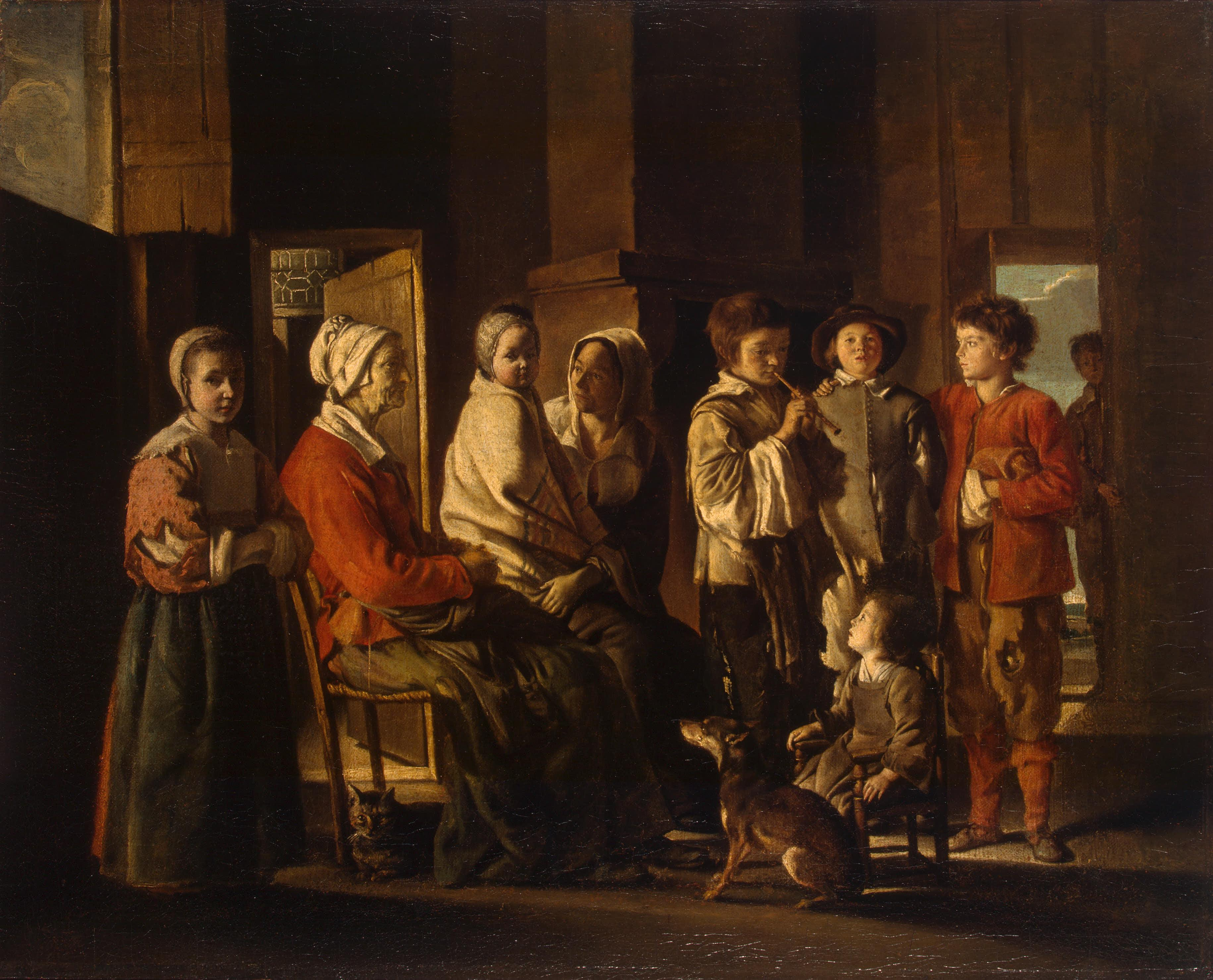
Besuch bei der Großmutter, um 1640, Sankt Petersburg, Ermitage
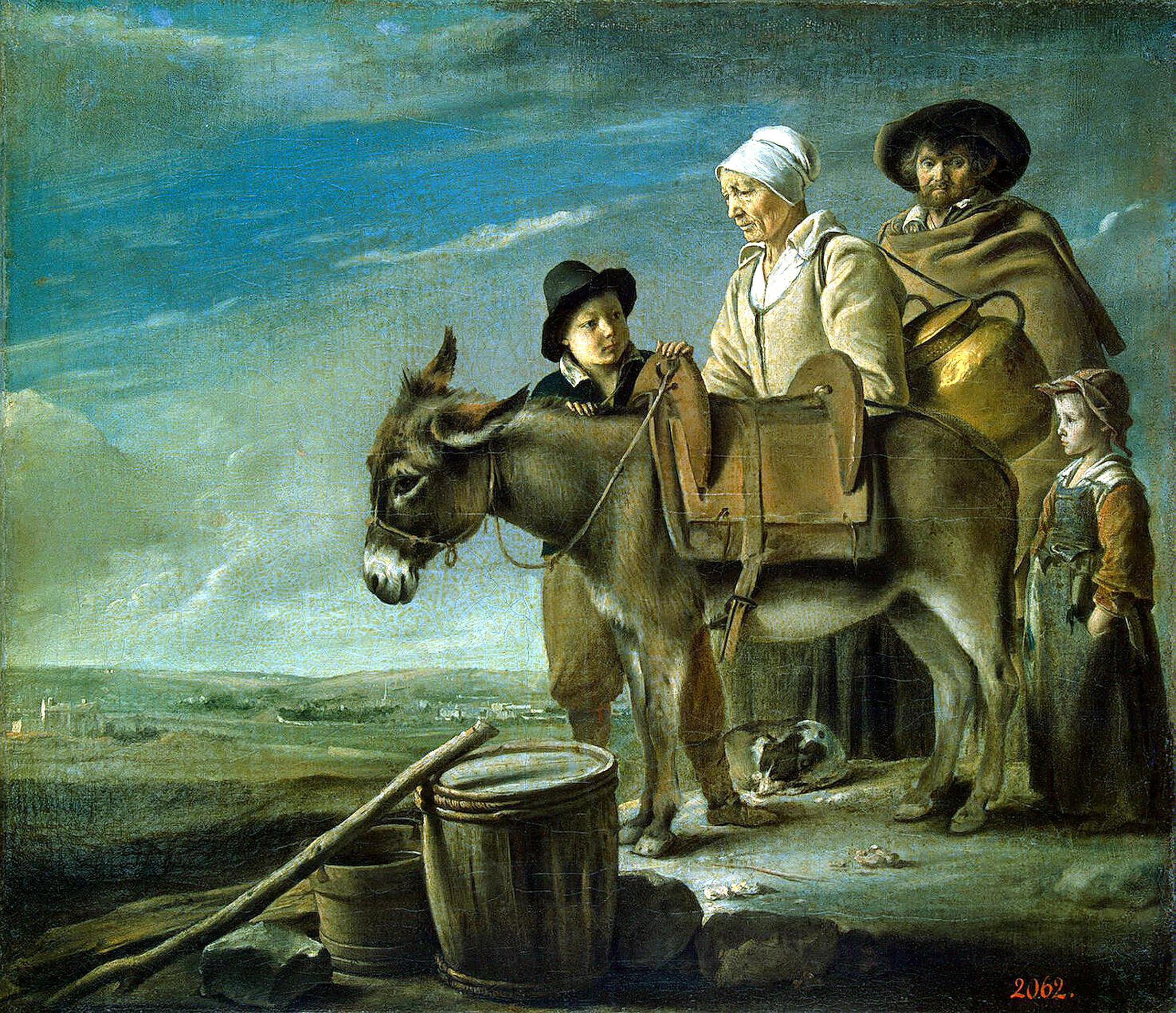
Familie der Milchverkäuferin, um 1640, Sankt Petersburg, Ermitage
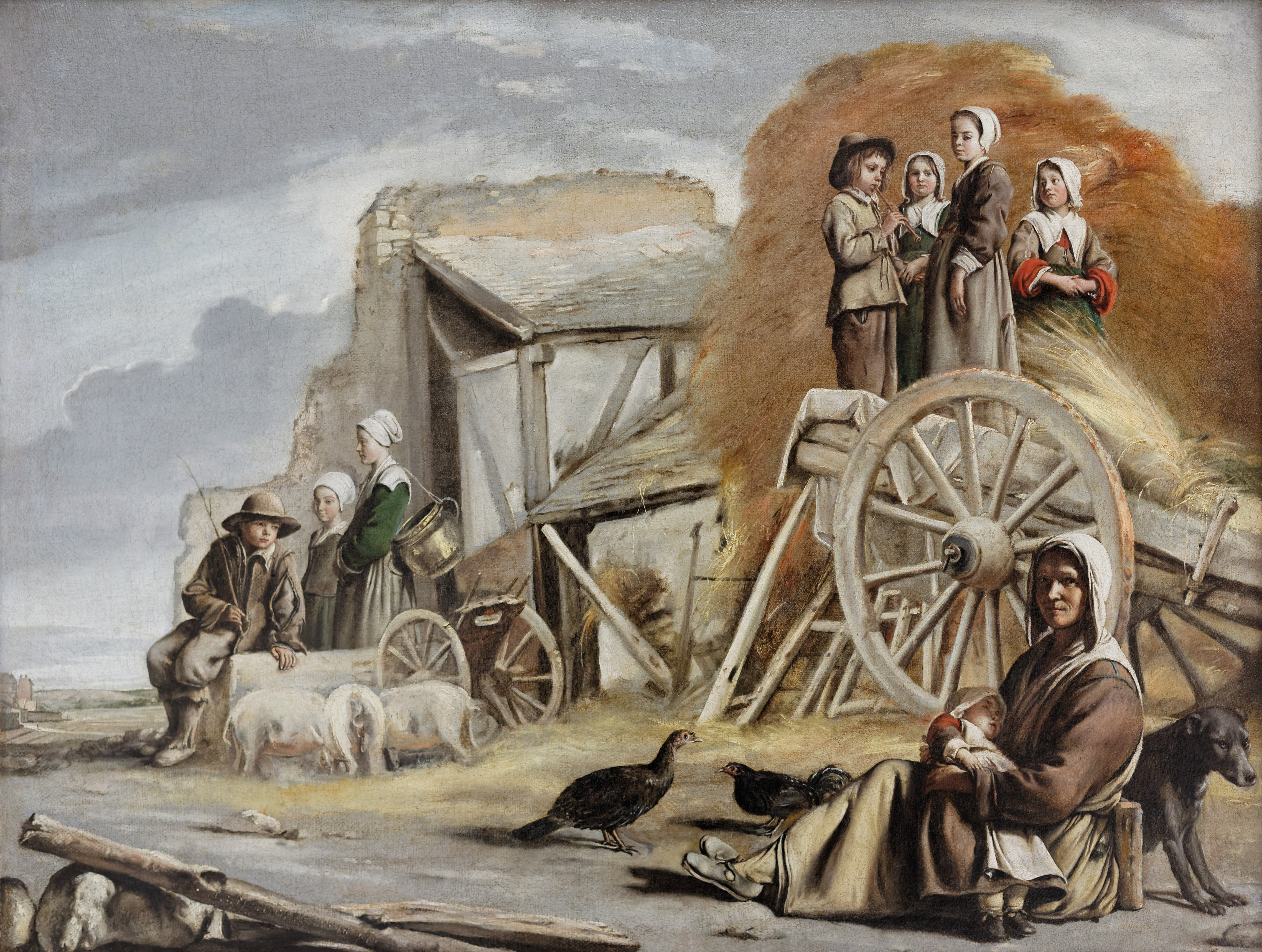
Die Karre, Rückkehr von der Heuernte, 1641 Paris, Musée du Louvre
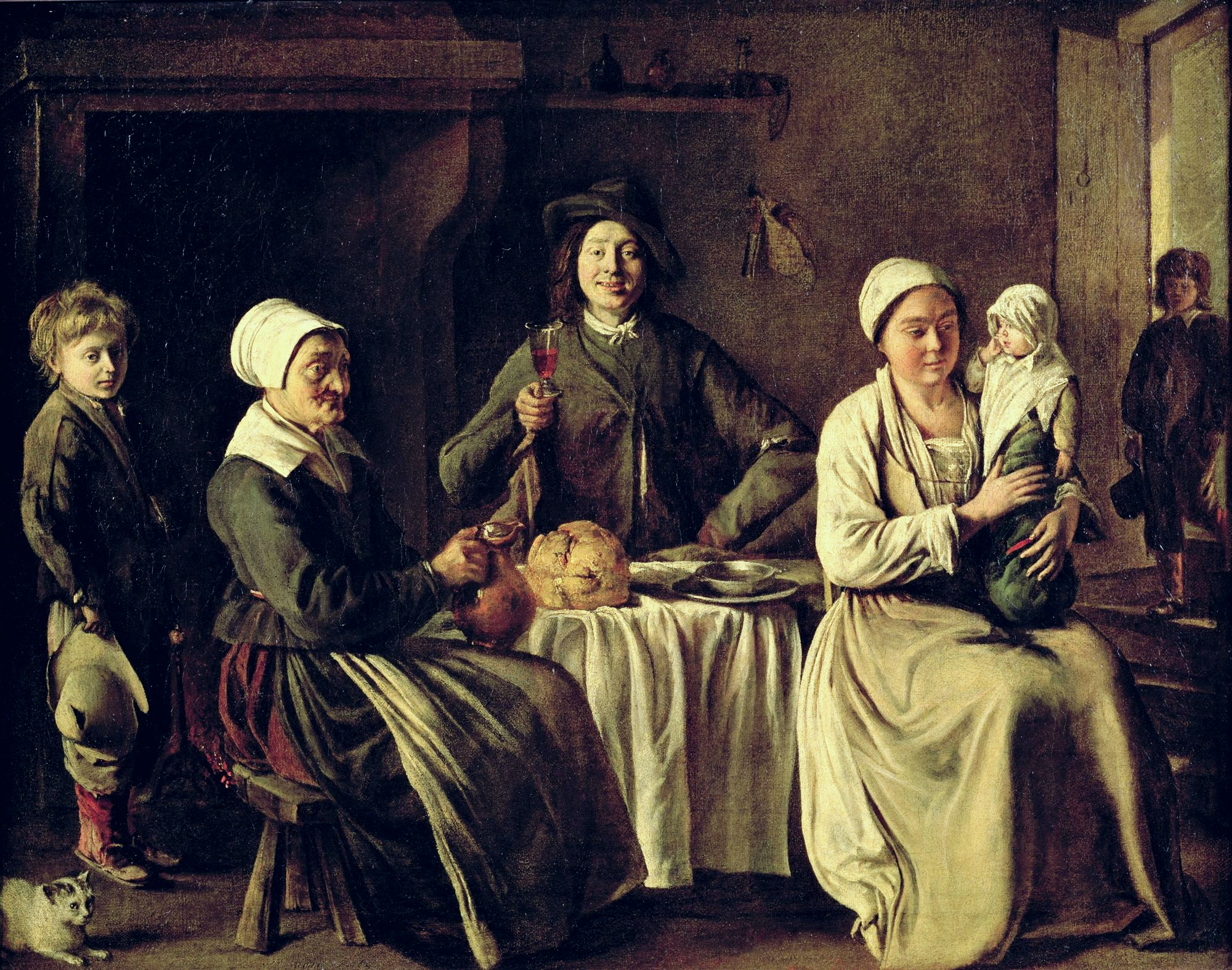
Glückliche Familie, Rückkehr von der Taufe, 1642 Paris, Musée du Louvre